# Johan Georg II av Sachsen
Johan Georg II av Sachsen, född 31 maj 1613 i Dresden, död 22 augusti 1680 i Freiberg, var en tysk furste, regent i Sachsen 1656–1680, son till Johan Georg I av Sachsen och Magdalena Sibylla av Preussen.
Efterträdde 1656 sin far som kurfurste, och slöt sig i sin utrikespolitik om än med viss vacklan till Frankrike. Avstod mot en kontant ersättning det evangeliska Erfurt till kurfursten av Mainz. Hans praktlystnad gjorde Dresden till Tysklands vackraste stad, och Johan Georg grundlade den första fasta teatern/operan i Tyskland. Hans många byggprojekt tärde dock hårt på furstendömets ekonomi och gav upphov till stora skulder.
Gift med Magdalena Sibylla av Brandenburg-Bayreuth.

## Barn
1. Johan Georg III av Sachsen